# كريستوفر س. بيل
كريستوفر س. بيل (بالإنجليزية: Christopher C. Bell)‏ هو كاتب أمريكي، ولد في 7 مايو 1933 في نورفولك في الولايات المتحدة.